# 550-летие Казахского ханства

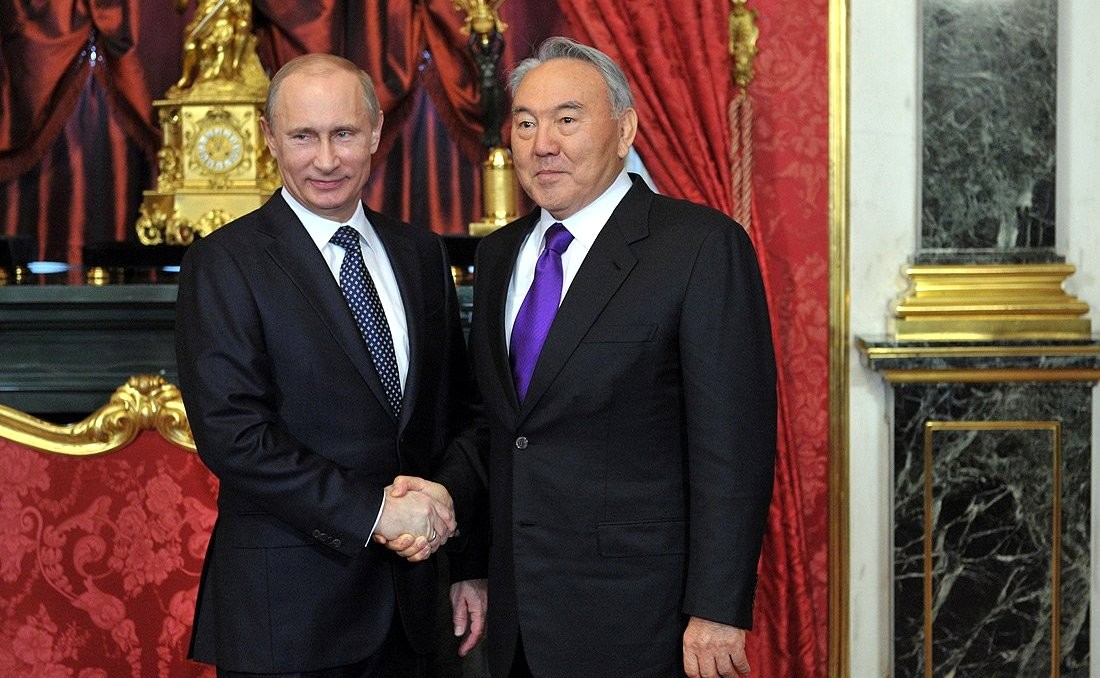
Владимир Путин и Нурсултан Назарбаев.

Празднование 550-летия Каза́хского ха́нства (каз. Қазақ хандығының 550 жылдығы) — различные мероприятия, связанные с празднованием 550-летия со дня основания Казахского ханства. Хотя дата возникновения ханства остаётся предметом споров, именно 2015 год был выбран юбилейным годом, а 1465 год — годом основания ханства. Идея празднования принадлежит бывшему президенту Республики Казахстан Нурсултану Назарбаеву и впервые была озвучена им в октябре 2014 года.

## Причины празднования
Идея отпраздновать памятную дату была предложена президентом Казахстана Нурсултаном Назарбаевым в конце октября 2014 года. 31 декабря 2014 года было выпущено постановление Правительства Республики Казахстан № 1448 «О подготовке и проведении в 2015 году 550-летнего юбилея Казахского ханства».
По словам казахстанского общественного деятеля Доса Кошима, идея празднования юбилейной даты появилась после того, как прозвучали слова о том, что у казахов в прошлом не было государственности и «имидж Назарбаева стал падать в глазах казахского общества». По мнению директора центра «Альтернатива» Андрея Чеботарёва, празднование 550-летия Казахского ханства начато в связи с претензиями оппозиционеров к двусмысленным словам Назарбаева о том, что «Казахское государство родилось вместе с независимостью страны» и «нашумевшим» высказыванием Владимира Путина об отсутствии у казахов государственности.
Слова Путина об «отсутствии государства» у казахов до Назарбаева насторожили общественность, ибо до этого такая же риторика звучала в адрес Украины и украинцев. Но, по словам директора информационно-аналитического центра МГУ Сергея Рекеды, никаких скрытых посылов в словах Путина нет, а фраза выдернута из контекста, кроме того, примерно такие же слова до этого озвучивал сам Нурсултан Назарбаев в 2011 году: «Никогда казахского государства не было, поскольку не имели границ. Впервые обозначив границы казахского государства, мы довели это до Организации Объединённых Наций».

## Точность дат
В своём труде «Тарих-и Рашиди» Мирза Мухаммад Хайдар (1499—1551) называет датой начала правления первых казахских ханов 870 год по хиджре (1465—1466 годы):
В те дни Абу-л-хайр хан целиком овладел Дашт-и Кипчаком. Он нападал на султанов-джучидов — Джанибек хан и Кирай хан бежали от него и прибыли в Моголистан. Исан Буга хан хорошо принял их и отдал им Козы Баши, которое находится на западе Моголистана, на реке Чу. Пока они спокойно пребывали там, улус узбеков после смерти Абу-л-хайр хана пришёл в расстройство, там возникли большие разногласия и большинство [людей] ушло к Кирай хану и Джанибек хану, так что число их достигло двухсот тысяч человек и их стали называть «узбек-казаками». Начало правления казахских султанов пошло с 870 (1465 — 1466) года, <а Аллах знает лучше>, и до 940 (1533—1534 годов) казахи имели полную власть над большей частью Узбекистана.
В казахстанской историографии дата начала казахской государственности является одной из самых дискуссионных тем, на этот счёт существует несколько различных мнений:
- Археолог Кемаль Акишев (1924—2003) считал датой создания казахской и узбекской государственности 1428 год, когда образовалось Ханство Абу-л-хайра.
- По мнению кюйши Абикена Хасенова[каз.] (1897—1958), после смерти Улу-Мухаммеда в 1445 году, обособился казахский улус и возникло Казахское ханство.
- Сторонниками самой распространённой версии о том, что Жанибек и Керей перекочевали в западный Могулистан и там создали Казахское ханство в 1465 году были Мухамеджан Тынышпаев, С. Жолдасбай, Мухтар Магауин, Койшыгара Салгарин и др.
- Доктор исторических наук Берекет Карибаев (род. в 1964 году) считает временем создания Казахского ханства весну 1458 года.
- Согласно востоковеду Клавдии Пищулиной (1934—2021), приблизительным временем создания Казахского ханства является вторая половина 1460-х годов.
- По мнению казахского историка Турсуна Султанова и кыргызского историка Омуркула Караева, Казахское ханство образовалось после смерти Абу-л-хайра не раньше 1470-х годов.
- Историк Александр Чулошников (1894—1941) считал, что Казахское ханство появилось в начале XVI века, после ухода Мухаммеда Шейбани в Среднюю Азию. В 1950—1960-е годы это мнение разделяло большинство исследователей.
- Историк Сапар Ибрагимов (1929—1960) считал, что Казахское ханство образовалось в 1530—1540-е годы, когда закончилась борьба потомков Жанибека и Керея с потомками Абу-л-хайра и мангутами и несколько самостоятельных владений казахов объединилось в одно государство.

## Значение
По мнению члена Союза писателей Казахстана Мейрхана Акдаулетулы, празднование 550-летия Казахского ханства «архиважно для всех казахов в плане понимания своей исторической роли в мире» и эту дату «нужно увековечить, укоренить в сознании народа». Профессор Алтай Тайжанов считает, что решение президента Казахстана о праздновании этой даты способно «объединить весь народ» и является знаковым событием. По его словам, «всенародно отметив 550-летие Казахского ханства, доведём таким образом до сознания масс, мирового сообщества значимость нашего государства и его роль в общечеловеческой истории, культуре и цивилизации». По мнению политолога Айдоса Сарыма, 550-летний юбилей является поводом «задуматься над своим прошлым и будущим, обсудить всё это».

## Символика юбилея
На конкурс логотипов, организованный Министерством культуры и спорта Казахстана, поступило всего 46 работ от 14 человек. Победителем был объявлен первый заместитель директора Национального музея Казахстана Алмаз Нуразхан, который ранее занимал должность директора Фонда духовного развития народа Казахстана, что породило бурю возмущения со стороны других конкурсантов и казахстанской общественности.

## Расходы на празднование
Ожидалось, что общие расходы на празднования юбилея составят около 23 млрд тенге (124,19 млн долларов США), хотя до этого министр финансов Казахстана Бахыт Султанов на заседании комитета Сената Парламента РК озвучил цифру в 3 млрд тенге.
550-летие Казахского ханства должны были отметить во всех регионах Казахстана, но центральные мероприятия планировалось провести в сентябре в Таразе. Позднее сроки сдвинулись и основные торжества пришлись на 8 и 9 октября. Считается, что именно на территории современной Жамбылской области, между реками Талас и Чу, была заложена основа казахского государства. Однако группа учёных из Института археологии и Института истории и этнографии раскритиковала такой план мероприятий, указав, что центр владений ханов Жанибека и Керея находился в районе современной Алма-Аты.
Всего на «культурно-спортивные и массовые мероприятия» в Таразе планировалось потратить 13,47 млрд тенге. Также на масштабное театрализованное представление в городе было выделено 506,8 млн тенге. Монумент в честь 550-летия Казахского ханства должен был обойтись в 501,8 млн тенге.
В рамках празднования юбилея Казахского ханства за 1 млрд тенге должны были снять 10-серийный сериал «Казахское ханство» (изначально «Қазақ елі» — «Казахское государство») и анимационный фильм «Қазақ елі» за 375 млн тенге. Ещё 250 млн тенге были выделены на создание документального фильма о Казахском ханстве и 106,6 млн тенге на издание трилогии Ильяса Есенберлина «Кочевники». Позднее выяснилось, что на воплощение изначального сценария сериала о Казахском ханстве необходимо 5,5 млрд тенге, а на сокращённый вариант — 2 млрд 167 млн тенге. Большую часть этих средств выделили спонсоры и меценаты. Премьера сериала Рустема Абдрашева была запланирована на март 2016 года, но добралась до телеэкранов на год позже — в марте 2017 года. Кинотеатральная версия «Алмазный меч» («Алмас қылыш») была презентована публике немногим ранее — 5 января того же года.
Среди прочих расходов на празднование юбилея ханства значились: создание фильма «Великое кочевье» (150 млн тенге), строительство визит-центра Государственного историко-культурного и природного заповедника-музея «Тамгалы» (100 млн тенге), постановка спектаклей «Керей-Жанибек», «Казак ели» и балета «Казахское ханство» (68 млн тенге), реставрация мавзолея Ахмеда Ясави (20,4 млн тенге).

## Хронология мероприятий и событий, приуроченных к юбилею

### 2014 год
- 4 ноября министр культуры и спорта Казахстана Арыстанбек Мухамедиулы объявил о совместной с Венгрией экспедиции под названием «От Алтая до Дуная»[20].
- 13 декабря в Алма-Ате открылась книжная выставка, посвящённая юбилею[21].
- 14 декабря в Национальном музее РК был проведён круглый стол «Великий перелом в борьбе казахского народа за независимость» — первое мероприятие в рамках празднования юбилея[22].

### 2015 год

#### Январь
- 18 января в музейном комплексе «Резиденция Абылай-хана» открылась экспозиция, посвящённая 550-летию Казахского ханства[23].
- 22 января депутат Сената парламента Казахстана Куаныш Айтаханов предложил открыть музей Казахского ханства в Туркестане[24].
- 28 января — передвижная выставка петроглифов в Алма-Ате[25].
- 31 января — забег на 550 метров в Астане[26].

#### Февраль
- 7 февраля — премьера исторической драмы «Мечта Абылай-хана» в Казахском музыкально-драматическом театре имени К. Куанышбаева в Астане[27].
- 9 февраля — состоялся турнир чемпионата по волейболу среди мужчин[28].
- 10 февраля — забег на лыжах в Павлодарской области[29].
- 12 февраля в Акмолинском историческо-краеведческом музее в Кокшетау открылась экспозиция, посвящённая мавзолею, найденному в 2009 году возле озера Жанибек-Шалкар. Предполагается, что именно здесь похоронен казахский хан Жанибек[30].
- 16 февраля во всех казахстанских школах были проведены единые уроки на тему «Становление Казахского ханства»[31].
- 20 февраля — научно-практическая конференция «Казахское ханство» в Петропавловске[32].
- 23 февраля в Усть-Каменогорске состоялся открытый диктант, приуроченный к юбилею Казахского ханства и 180-летию Чокана Валиханова[33].
- 24 февраля стало известно, что 15 улиц Астаны переименуют в честь казахских ханов и батыров[34].
- 25 февраля ГАТОБ им. Абая поставил оперу «Ер Таргын»[35].
- 27 февраля — презентация переиздания книги «Джами ат-таварих» под редакцией Рабиги Сыздыковой[36].
- 27 февраля в Петропавловске состоялся историко-литературный вечер «Истоки нашей истории»[37].
- 27 февраля — открытие выставки в музее изобразительных искусств в Шымкенте[38].

#### Март
- 2 марта — турнир по боксу среди юношей в Кызылорде[39].
- 3 марта — состоялся областной этап республиканского конкурса «Акберген» среди старшеклассников[40].
- 3 марта — был проведён айтыс среди студентов в Шымкенте[41].
- 6 марта — «Казахфильм» начал снимать многосерийный фильм «Қазақ елі»[42].
- 12 марта в университете Хаджеттепе в Анкаре (Турция) состоялась научно-практическая конференция на тему 550-летия Казахского ханства[43].
- 18 марта в Алма-Ате прошли II Танжарыковские чтения[44].
- 18 марта в селе Кызыласкер Южно-Казахстанской области был дан ас (праздничное угощение) в честь 70-летия победы в Великой Отечественной войне и 550-летия Казахского ханства. Были организованы национальные игры, выступили известные акыны Казахстана[45].
- 19 марта В Барнауле (Россия) прошла международная научно-практическая конференция «Казахскому ханству — 550 лет»[46].
- 27 марта в рамках XXV фестиваля народного творчества и художественной самодеятельности «Ұлытау үні» прошёл конкурс театрализованных представлений[47].
- 27 марта в Атырауском историко-краеведческом музее открылась выставка, посвящённая Бокей-хану и его роли в истории Казахского ханства[48].
- 27 марта в Шымкенте открылся этно-исторический комплекс «Казына»[49].
- 29 марта педагоги Южно-Казахстанской области провели семинар «Независимость Казахстана — великая история Вечной страны»[50].
- 29 марта — конференция «Казахское ханство — идея Мангiлiк Ел: исторические судьбы и уроки» в Шымкенте[51].
- 30 марта — празднование Наурыза и юбилея Казахского ханства в Шанхае[52].
- 31 марта — открытие выставки «Казахскому ханству — 550 лет» в научной библиотеке «Гылым ордасы» в Алма-Ате[53].

#### Апрель
- 2 апреля — мероприятие под названием «Халықтан шыққан Қанай би» в музее академика Малика Габдуллина в Кокшетау[54].
- 4 апреля — международная научная конференция в Шымкенте[55].
- 7 апреля — старт ІI Международных Фарабиевских чтений в КазНУ в Алма-Ате[56].
- 8 апреля — открытие музея в Петропавловском гуманитарно-техническом колледже[57].
- 15 апреля — в Жетысуском государственном университете (Талдыкорган) состоялась республиканская научно-практическая конференция «Казахская государственность: вчера, сегодня, завтра»[58].
- 16—17 апреля — визит президента Турции Реджепа Эрдогана в Казахстан. Эрдоган поздравил казахстанцев с юбилеем[59] и посетил вместе с Назарбаевым Туркестан[60].
- 19 апреля — в Алма-Ате издан двухтомник «История казахской философии»[61].
- 21 апреля — Министерством культуры и спорта запущен официальный сайт юбилея — www.550kazakhan.kz[62] (ныне недоступен).
- 22 апреля — турнир силачей в Шымкенте[63].
- 28—29 апреля — VІІ Оразбаевские чтения в Алма-Ате[64].
- 30 апреля — международный пленэр в Южно-Казахстанской области[65].

#### Май
- 1 мая — выставка портретов исторических личностей в Таразе[66].
- 3 мая — интеллектуальный конкурс «Жайдарлы Жас Ұлан» в Акмолинской области[67].
- 3 мая — в Алма-Ате стартовал марафон «Бірлігі мықты ел озады»[68].
- 4 мая — праздничный концерт в студенческом театре «Конкордия» в Алма-Ате[69].
- 15 мая в КазНУ им. аль-Фараби прошла региональная научно-практическая конференция «„Жеты Жаргы“ — образец демократии степи, золотая основа государственного права и суда биев»[70].
- 15—21 мая международный симпозиум живописи «Plein Air Aktobe»[71].
- 20 мая — конференции в посольстве РК в Турции[72] и в Туркестане[73], а также круглый стол в Улан-Баторе (Монголия)[74].
- 23 мая — конкурс чтецов среди сотрудников полиции Северо-Казахстанской области[75].
- 26 мая — Международная историко-археологическая конференция «Великий Шелковый путь и Казахское ханство на рубеже тысячелетий» в Таразе[76].
- 28 мая — в выставочном зале «Тәуелсіздік сарайы» (Астана) началась экспозиция «Тарихқа тағзым», которая продлилась месяц[77].

#### Июнь
- 5 июня — республиканская конференция в Северо-Казахстанской области с участием Бердыбека Сапарбаева и Ерика Султанова[78].
- 10 июня — в Алма-Ате издана книга «Казахские ханы»[79].
- 14 июня — V юбилейный праздник культуры и спорта «Той Думан» в Омске (Россия)[80].
- 25 июня — в Дворце культуры им. Курмангазы в Атырау прошёл областной конкурс исполнителей терме (песен) «Текті сөздің төресі — терме»[81].
- 30 июня — Нацбанк выпустил в обращение юбилейные монеты «550 лет Казахскому ханству»[82].

#### Июль
- 8—15 июля — международный симпозиум по сварной скульптуре «Металл Форум — творчество без границ» в Актюбинской области[83].
- 8 июля — в Таразском педагогическом институте прошёл областной конкурс исполнителей казахских эпических поэм и песен-преданий[84].
- 10 июля — в Алма-Ате презентовано переиздание книги «Тарих-и-Рашиди»[85].
- 18 июля — в Костанайской области возведён памятник батырам[86].
- 21 июля — праздничные мероприятия в Алматинской области[87].
- 22 июля — презентация триптиха «Мәңгілік Ел» в Астане[88].
- 22 июля — в Талдыкоргане состоялась республиканская научно-практическая конференция, посвященная Кадыргали Жалаири[89].
- 28 июля — Международный фестиваль «Мәңгілік ел» в Алматинской области[90].

#### Август
- 1—5 августа — легкоатлеты Балгабай Кулпеисов и Калибек Абилов за пять дней пробежали в общей сложности 550 км[91].
- 6 августа — в Университете Джорджа Вашингтона презентован фильм «Дешт-и-Кипчак: Тайные знаки»[92].
- 12 августа — презентация книги о жизни и творчестве Ильяса Есенберлина[93].
- 14 августа — выставка художников «История народа» в Павлодаре[94].
- 21 августа — открытие монумента «Булантинская битва» в Карагандинской области[95].
- 29 августа — айтыс среди городских акынов в Таразе[96].

#### Сентябрь
- 2 сентября — начало мотопробега по регионам Казахстана (старт — в Алма-Ате, финиш — в Таразе)[97].
- 6 сентября — конные скачки (аламан байге) в Жамбылской области с призовым фондом 23 млн тенге[98].
- 8 сентября — выпуск почтовых марок в честь 550-летия Казахского ханства[99].
- 8 сентября — выставка художников во Дворце Независимости в Астане[100].
- 9 сентября — в Астане стартовал XVII городской фестиваль языков народа Казахстана[101].
- 10 сентября — презентован сайт на четырёх языках об истории Казахского ханства — 1465.kz[102] (ныне недоступен).
- 11—13 сентября — различные праздничные мероприятия в столице Казахстана[103].
- 11 сентября — Международная научно-практическая конференция «Мәңгілік Ел» в Назарбаев Университете[104].
- 11 сентября — праздник кумыса «Қымыз мұрындық» в этно-мемориальном комплексе «Атамекен»[105].
- 14—16 сентября — международный турнир по рукопашному бою среди команд силовых структур страны на Кубок Главнокомандующего Национальной гвардией РК[106].
- 15 сентября — в Таразе презентован поэтический сборник «Сказание о Таразе»[107].
- 15 сентября — выставка «Путь великих предков» в выставочном зале Дворца Независимости в Астане[108].
- 18 сентября — открытие выставки исторических документов, связанных с образованием Казахского ханства[109].
- 22 сентября — открытие памятника Исатаю Тайманову на границе Западно-Казахстанской и Актюбинской областей[110].
- 26 сентября — международная научно-практическая конференция в Атырау о значении Казахского ханства в истории Казахстана[111].
- 26 сентября — праздничные мероприятия в Петропавловске[112].
- 29 сентября — конференция в Будапеште (Венгрия) на тему «Переплетение государственных традиций на пространстве Великой Степи»[113].

#### Октябрь
- 1—2 октября — торжества в честь юбилея в Актюбинской области[114].
- 3 октября — в Актюбинской области открыт мемориальный комплекс на некрополе «Хан моласы» (место захоронения хана Абулхаира)[115].
- 8—9 октября — дни проведения основных торжественных мероприятий в Таразе[116]. В город по этому случаю прибыл Нурсултан Назарбаев.
- 9 октября — открытие памятника батырам Тлеу Айт-улы и Жолдыаяку Тлеу-улы в Шымкенте[117].
- 9 октября — презентация книги Дж. Трединника «Иллюстрированная история Казахстана» в Вашингтоне[118].
- 9 октября — III Международный турнир по казахша курес «Евразия Барысы» в Таразе[119].

#### Ноябрь
- 3 ноября — научно-практическая конференция «550 лет Казахского ханства: от истоков к современности» в Берлине (Германия) с презентацией немецкой версии романа-эпопеи Ауэзова «Путь Абая»[120].
- 5 ноября — выставка графического искусства в Государственном музее искусств РК им. А. Кастеева в Алма-Ате[121].
- 12 ноября — юбилейные торжества в урочище Жайсан в Шуском районе Жамбылской области — предполагаемом месте возникновения Казахского ханства[122].

#### Декабрь
- 11 декабря — презентация перевода на турецкий язык трилогии казахского писателя Ильяса Есенберлина «Кочевники» в Стамбуле (Турция)[123].
- 19 декабря — презентация перевода на арабский язык трилогии Есенберлина «Кочевники» в Каире (Египет)[124].
- 22 декабря — в Бакинском государственном университете прошла международная научная конференция, посвящённая 550-летию Казахского ханства и 170-летию Абая Кунанбаева[125].